# Kérimé Turkhan Pacha
Kérimé Turkhan Pacha (1874-1948), femme émancipée, épouse du diplomate turc Turkhan Pacha — qui deviendra ministre des Affaires étrangères de Turquie, puis, en 1918, président du gouvernement provisoire d'Albanie — est connue pour la correspondance qu'elle entretint avec la poétesse française Renée Vivien, dont elle fut la muse.

## Biographie
On sait bien peu de la vie de Kérimé Turkhan Pacha, hormis qu'elle fut éduquée à la française et qu'elle était une femme extrêmement autonome et libérée. En 1904, elle écrit à la poétesse Renée Vivien dont elle admire l'œuvre. Les deux femmes entreprennent une correspondance brûlante et passionnée. Elle inspire plusieurs poèmes d'inspiration orientaliste à Vivien, notamment Le Jardin turc (1905-1906), et elle apparaît souvent, apostrophée comme « Ma sultane ». Essentiellement épistolaire, ponctuée par quelques rencontres clandestines, leur liaison amoureuse se termine en 1907. Les lettres de Renée Vivien à Kérimé sont publiées en 1998.